# Björneborg

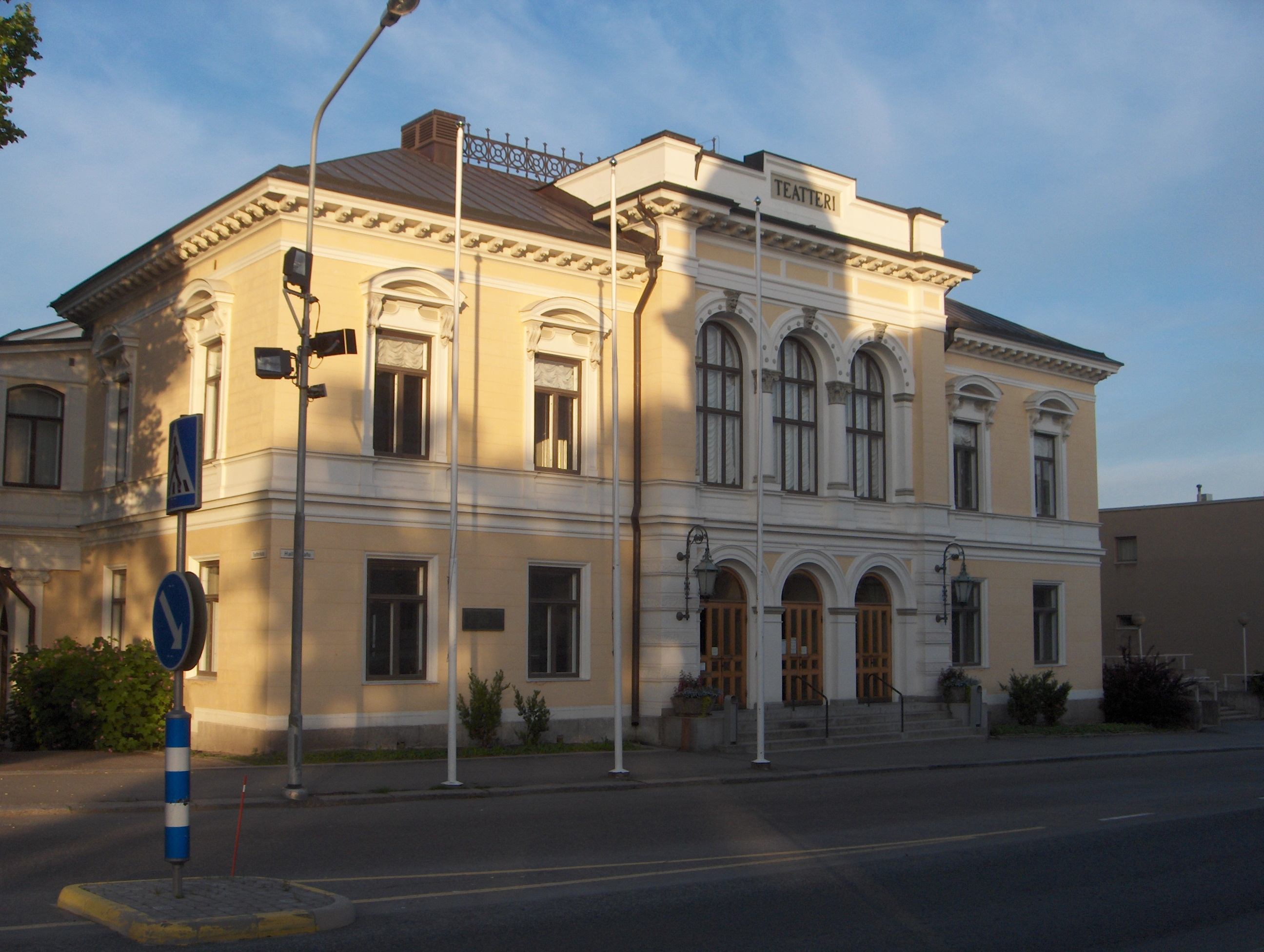
Björneborgs Teater

Björneborg (finska: Pori; latin: Arctopolis) är en stad och kommun i landskapet Satakunta  i Finland. Staden ligger vid Bottenhavets östra kust och mynningen av Kumo älv. Med sina 83 482 invånare är staden Finlands tionde största i storlek och den totala arealen utgörs av 2 061,98 km². Folkmängden i centralorten Björneborgs centraltätort uppgick den 31 december 2014 till 63 010 invånare. Björneborg är huvudort i landskapet Satakunta (föråldrad svensk namnform: Satakunda). Staden gränsar till Kankaanpää stad, Kumo stad, Euraåminne kommun, Sastmola kommun, Nakkila kommun, Påmark kommun, Sastamala stad, Siikais kommun och Ulvsby stad.
Björneborgs stad ingår i Björneborgs ekonomiska region.
Björneborgs stads språkliga status har varit enspråkig finsk sedan mitten av 1920-talet, och definieras som en så kallad svensk språkö, eftersom det finns en liten svenskspråkig minoritet (cirka 0,5 % eller 450 personer) i staden. Stiftelsen Svenska Kulturfonden i Björneborg befrämjar svenskheten i staden. Speciellt skärgården och kustområdena var tidigare starkt präglade av den svenska bosättningen men dessa har med tiden förfinskats. Det svenska arvet syns ännu i många av ortnamnen som anpassats till finsk språkdräkt.

## Historia
Finlands tredje äldsta stad (efter Åbo och Borgå) Ulvsby grundades år 1365 vid Kumo älvs mynning för att Sverige behövde bättre kontroll över handeln vid Bottenhavet. Efter ett par hundra år hade landhöjningen gjort det omöjligt för större fartyg att segla in i stadens hamn, och år 1558 grundade Hertig Johan staden Björneborg närmare kusten.
Stadens första sekel var blomstrande, men mot slutet av 1600-talet började den lida av Sveriges ständiga krig och strama ekonomiska politik. Staden fråntogs sina rättigheter att bedriva utlandshandel och dessutom drabbades den hårt av de stora dödsåren 1695–1697, då ca en fjärdedel av Finlands befolkning dog av sjukdomar och svält.
Under 1700-talet fick Björneborg tillbaka rätten att bedriva utlandshandel och en ny hamn byggdes, till Räfsö. Mot slutet av 1700-talet var Björneborg redan en stor stad efter finländska förhållanden, med över 1 500 invånare.

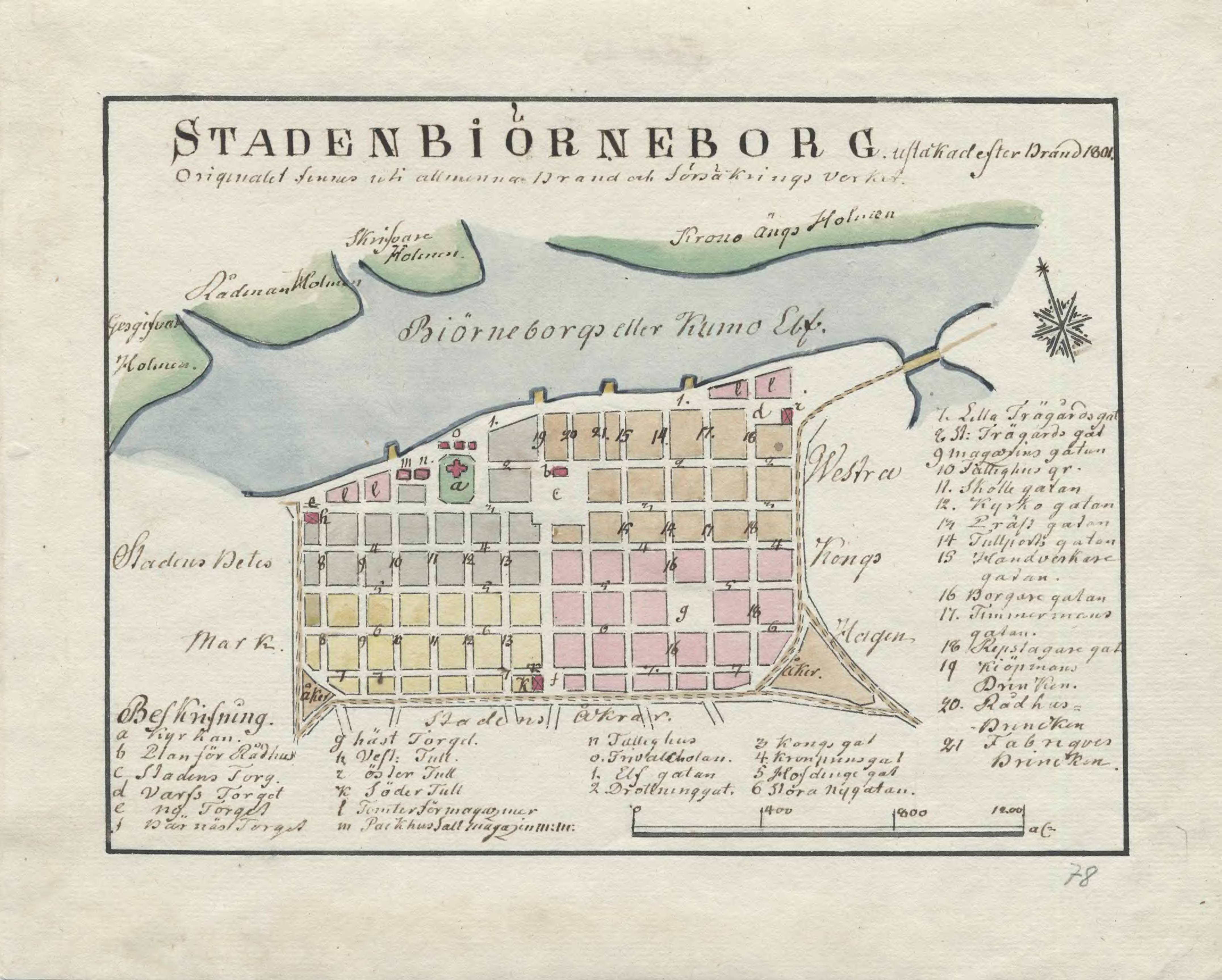
Karta över Björneborg från 1790-talet

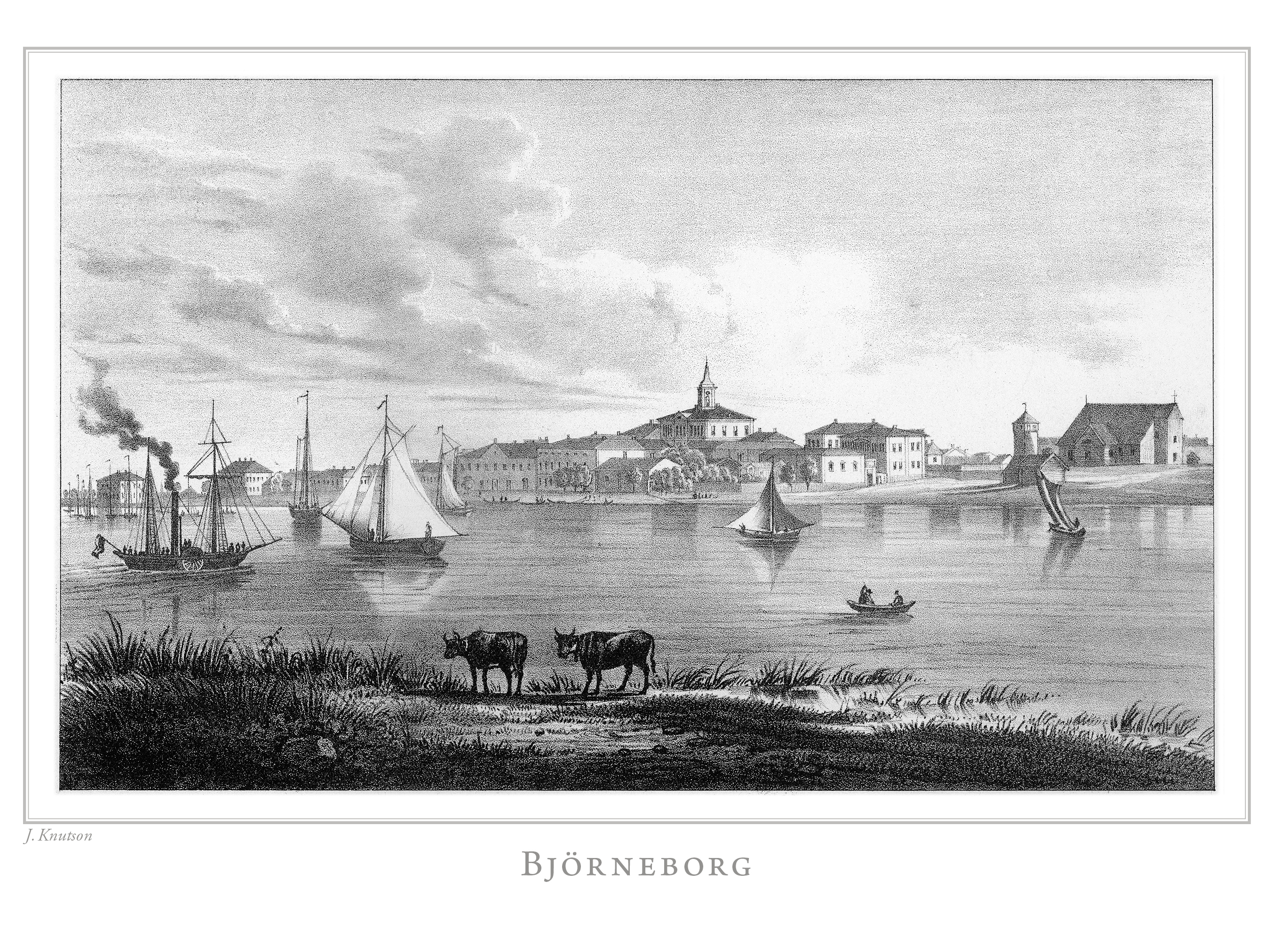
Litografi i Finland framstäldt i teckningar utgiven 1845-1852.

Under 1800-talet, då Finland var en del av Ryssland, fortsatte Björneborg sina handelskontakter med Stockholm och staden förblev en av Finlands viktigaste kontakter västerut. Björneborg hade brunnit under sin historia redan fyra gånger, men den stora branden år 1852 var en total förödelse; nästan hela staden brann upp under ett dygn. Dessutom försvårades återuppbyggandet av Krimkriget, men industrialiseringen runt 1870-talet orsakade en kraftig uppsväng i den finska ekonomin. Ett flertal sågverk, en tändsticksfabrik och bomullsfabrik grundades i Björneborg och staden blev återigen en av storfurstendömets viktigaste hamnar. Dessutom blev järnvägen mellan Björneborg och Tammerfors färdig 1895.
I början av 1900-talet var Björneborg en stad som präglades av tung industri och textilindustri (Porin Puuvilla Oy). Det betydde också att arbetarrörelsen var stark och under det finska inbördeskriget 1918 var Björneborg på den röda sidan. Staden undvek dock stor förödelse under kriget. Staden fortsatte att växa kraftigt under mellankrigstiden och tack vare sitt läge undvek stora bombningar under andra världskriget.
Efter andra världskriget förvandlades Finland från ett agrart till ett industriellt samhälle, vilket resulterade i att Björneborg växte mycket kraftigt ända fram till 1980-talet. Detta är också en orsak till att staden blev enspråkigt finsk, då folk i stora skaror flyttade från landsbygden till Björneborg. Grannkommuner anslöts till staden och Björneborg var en av de livskraftigaste städerna i Finland. I slutet av 1960-talet planerades ett universitet till Björneborg, men av politiska skäl bestämde sig stadsfullmäktige att inte ta emot ett universitet, utan staden ansågs hållas livskraftig med den tunga industrin. Det visade sig vara ett misslyckat beslut, ty den ekonomiska depressionen som drabbade Finland hårt i början av 1990-talet var speciellt förödande i Björneborg. Arbetslösheten var som mest över 25 % och den avtog långsammare än i resten av landet. Efter depressionen har stadens näringsliv omstrukturerats och numera är Björneborg inte längre så starkt beroende av den tunga industrin, trots att den fortfarande har en central roll.
Den svenskspråkiga dagstidningen Björneborgs Tidning lades ned 1965.

## Geografi
Observera att en del av de svenska ortnamnsformerna betraktas numera enligt Institutet för de inhemska språken som föråldrade, medan andra fortfarande betraktas som levande och således officiella. I historiska sammanhang skall dock de föråldrade svenska parallellnamnen fortfarande  användas utan undantag. 
Landskapet i Björneborg är flackt. Stadens högsta punkt, Rosnäsbergen (36 m ö.h.), ligger i stadsdelen Rosnäs (fi. Ruosniemi) Kusten är till största delen öppen. Endast nära Vittisbofjärd by (fi. Ahlainen) utbreder sig en vidsträckt skärgård.
Stadens totala areal är 511,88 km², av vilket 503,17 km² är land och de resterande vattenområden. Den senaste utvidgningen skedde år 2015 då Lavia kommun inkorporerades med staden. Norrmark kommun inkorporerades med staden år 2010, Vittisbofjärd kommun  år 1972 och Björneborgs landskommun år 1967.
I kommunen finns byarna och områdena Bastuskär (i Vittisbofjärd, fi. Pastuskeri), Borgmästarholmen (stadsdel, fi. Pormestarinluoto), Parnoori (föråldrat svenskt namn Barnöre), Bredvik (fi. Preiviiki), Busö (egendom i Vittisbofjärd), Gammelgård (fi. Vanhakartano), Hyvelä (föråldrat svenskt namn: Hjulböle), Inderö (på näset nordväst om staden, fi. Kyläsaari), Klockarsand (fi. Lukkarinsanta), Kumnäs (fi. Kuuminainen), Kuninkaanhaka (föråldrat svenskt namn: Kungshagen), Källfjärd (i Vittisbofjärd, fi. Kellahti), Lillraumo (fi. Vähärauma), Lyttskär (fi. Lyttylä), Rosnäs (med trafikplats för järnväg, fi. Ruosniemi), Skrivarholmen (strandområde, fi. Kirjurinluoto), Toukari (föråldrat svenskt namn: Torbonäs), Torsnäs (fi. Tuorsniemi), Ulasöre (Ulasoori) och Ytterö (fi. Yyteri).
I Vittisbofjärd återfinns öarna Gisselö (fi. Kiislee), Hamnskär (fi. Hamskeri), Kompassörarna (fi. Kompassikarit), Lönnaskär (fi. Lynaskeri), Norra Svärdsö (fi. Pohjois-Svälssöö), Odonskär (fi. Uuduskeri), Tyltty (föråldrat svenskt namn: Styltö) och Södra Svärdsö (fi. Etelä-Svälssöö).
Till kommunen hör öarna Kappeli (föråldrat svenskt namn: Kapellskär), Räfsö (fi. Reposaari), Svartgrund (fi. Vartkrunti), Ådörarna (fi. Outoori), grundet Trekantsgrundet (fi. Kolmikulma) samt havsviken Bredviksfjärden (fi. Preiviikinlahti).

### Tätorter
Vid tätortsavgränsningen den 31 december 2014 fanns det tio tätorter i Björneborgs stad:
| Nr | Tätort                                              | Folkmängd |
| -- | --------------------------------------------------- | --------- |
| 1  | Björneborgs centraltätort (fi. Porin keskustaajama) | 63 010    |
| 2  | Inderö (fi. Kyläsaari)                              | 6 678     |
| 3  | Norrmarks kyrkby (fi. Noormarkun kirkonkylä)        | 4 394     |
| 4  | Kanan (fi. Kaanaa)                                  | 1 041     |
| 5  | Lavia kyrkoby                                       | 862       |
| 6  | Räfsö (fi. Reposaari')                              | 802       |
| 7  | Niittumaa                                           | 766       |
| 8  | Södermark (fi. Söörmarkku)                          | 609       |
| 9  | Mäntyluoto (föråldrat svenskt namn: Tallholmen)     | 404       |
| 10 | Vittisbofjärd (fi. Ahlainen)                        | 384       |

Centralorten är med fet stil.

## Politik

### Mandatfördelning i Björneborgs stad, valen 1976–2025
Statistik över kommunalval i Finland finns tillgänglig i statistikcentralens publikationer för enskilda kommuner från valet 1964 och framåt. Publikationen över kommunalvalet 1968 var den första som redovisade komplett partitillhörighet. Ytterligare material finns i Riksarkivet
| 18 | 18 |  | 3 |  | 3 | 14 |

| 17 | 19 |  | 3 |  |  | 15 |

| 15 | 18 |  | 3 | 3 |  |  | 16 |

| 14 |  | 20 |  |  |  |  |  | 17 |

| 15 | 21 | 3 |  |  | 3 | 14 |

| 13 | 21 |  | 3 | 4 | 16 |

| 13 | 19 |  |  | 7 | 3 | 14 |

| 12 | 20 | 3 |  | 6 |  | 15 |

| 35 | 24 |

| 10 | 18 | 5 | 4 | 4 |  | 16 |

| 34 | 25 |

| 8 | 16 | 3 | 9 | 5 |  | 16 |

| 36 | 23 |

| 9 | 17 | 5 | 8 | 5 |  | 13 |

| 32 | 27 |

| 8 | 13 | 7 | 11 | 4 | 3 | 13 |

| 31 | 28 |

| 8 | 19 | 5 | 5 | 6 |  | 14 |

### Vänorter
Björneborg har nio vänorter:
- Bremerhaven, Tyskland
- Eger, Ungern
- Kołobrzeg, Polen
- Mâcon, Frankrike
- Porsgrunns kommun, Norge
- Riga, Lettland
- Stralsund, Tyskland
- Sundsvalls kommun, Sverige
- Sønderborg, Danmark

## Ekonomi och infrastruktur

### Utbildning
Björneborg saknar ett egentligt universitet, då man tidigare ansåg att den tunga industrin räckte för att uppehålla staden. Efter 1980-talets strukturomvandling i den tunga industrin och 1990-talets depression visade sig denna strategi vara misslyckad, då staden saknade det ekonomiska lokomotiv, universitetet, som flera andra finländska städer hade.
Nuförtiden har Björneborg samarbete med ett antal universitet i Finland, och Porin Yliopistokeskus (universitetscentret i Björneborg) har grundats. Den består av filialer från Tammerfors tekniska universitet, Åbo universitet, Tammerfors universitet, Åbo handelshögskola och Konstindustriella högskolan.
Björneborg är också centret för Satakunta yrkeshögskola, som erbjuder utbildning på mellannivå i bl.a. handel, kultur, teknik, social- och hälsovård och sjöfart. Dessutom finns ett mångsidigt yrkesinstitut och ett flertal gymnasier och grundskolor.
Björneborgs svenska samskola erbjuder utbildning på svenska från förskola ända till studentexamen. Skolan har sammanlagt cirka 350 elever, och har under de senaste åren blivit alltmer populär bland helt finskspråkiga familjer.

### Kommunikationer
Björneborg har goda trafikförbindelser åt alla väderstreck. Här återfinns flygplats, järnvägsstation och tre stora handelshamnar.
Björneborgs hamn är Finlands ledande exporthamn för sågvirke, och en av de största containerhamnarna i landet. Handelshamnen består av hamnarna Mäntyluoto (föråldrat svenskt namn: Tallholmen), Tahkoluoto (föråldrat svenskt namn: Vetenskär) samt Räfsö (finska: Reposaari) som är en olje- och kemikaliehamn. I mitten av 1990-talet planerades även en färjeförbindelse till Sundsvall, men den verkställdes aldrig.
Från Björneborg går en järnvägsförbindelse österut (Tammerfors-Björneborg-banan) till Tammerfors. Björneborgs järnvägsstations nuvarande stationsbyggnad uppfördes i funktionalistisk stil 1937 efter ritningar av Thure Hellström. Den gamla stationen är från slutet av 1800-talet.
Även landsvägsförbindelserna är goda. Riksvägarna 2 (till Helsingfors), 11 (till Tammerfors) och 23 (till Joensuu) utgår från Björneborg. Även riksväg 8 från Åbo till Vasa löper via Björneborg. 1926 invigdes Björneborgsbron, den första järnbron över Kumo älv.
Björneborgs flygplats ligger relativt nära stadscentrum.

## Demografi

### Befolkningsutveckling
| Befolkningsutvecklingen i Björneborgs stad 1975–2020                                                         | Befolkningsutvecklingen i Björneborgs stad 1975–2020 | Befolkningsutvecklingen i Björneborgs stad 1975–2020 | Befolkningsutvecklingen i Björneborgs stad 1975–2020 | Befolkningsutvecklingen i Björneborgs stad 1975–2020 |
| --- | ---------------------------------------------------- | ---------------------------------------------------- | ---------------------------------------------------- | ---------------------------------------------------- |
| |                                                      |                                                      |                                                      |                                                      |
| År |                                                      |                                                      | Folkmängd                                            |                                                      |
| 1975 | 1975                                                 |                                                      | 88 572                                               |                                                      |
| 1980 | 1980                                                 |                                                      | 87 977                                               |                                                      |
| 1985 | 1985                                                 |                                                      | 87 178                                               |                                                      |
| 1990 | 1990                                                 |                                                      | 85 348                                               |                                                      |
| 1995 | 1995                                                 |                                                      | 85 620                                               |                                                      |
| 2000 | 2000                                                 |                                                      | 84 573                                               |                                                      |
| 2005 | 2005                                                 |                                                      | 84 455                                               |                                                      |
| 2010 | 2010                                                 |                                                      | 85 026                                               |                                                      |
| 2015 | 2015                                                 |                                                      | 85 363                                               |                                                      |
| 2020 | 2020                                                 |                                                      | 83 684                                               |                                                      |
| Anm: Uppgifterna avser förhållandena den 31 december nämnda år enligt områdesindelningen den 1 januari 2022. |                                                      |                                                      |                                                      |                                                      |

## Kultur
Det arrangeras varje år i juli månad en stor musikfestival i staden, Pori Jazz. Festivalen är en av de mest kända jazzfestivalerna i världen och lockar ofta stora mängder turister till sig. Björneborgs Teater är också en av de mest uppskattade finskspråkiga teatrarna i Finland. Dessutom finns ett konstmuseum, Björneborgs konstmuseum, ett historiskt museum, Satakunta Museum, naturmuseet Ark och industrimuseet Rosenlew.
Andra platser värda att besöka är Skrivarholmen, ett parkområde med badstrand nästan mitt i stan, och Räfsö, ett idylliskt bostadsområde vid havet cirka 25 km från centrum. Sandstränderna i Ytterö är bland Finlands mest kända badstränder.

### Arkitektur

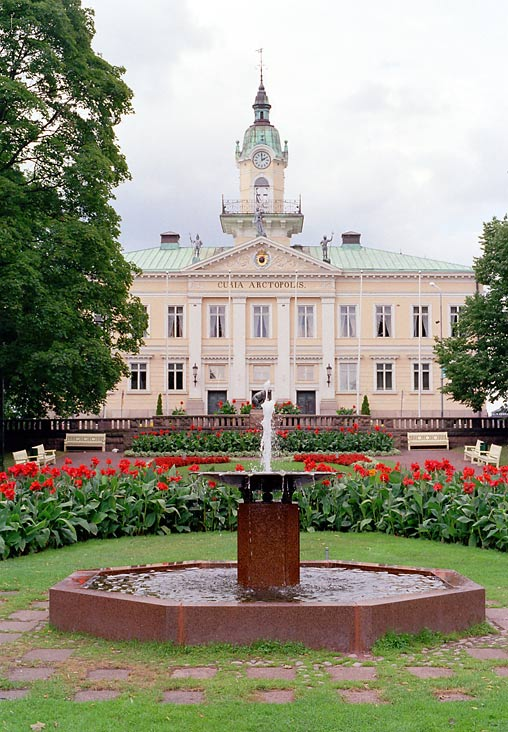
Rådhuset i Björneborg.

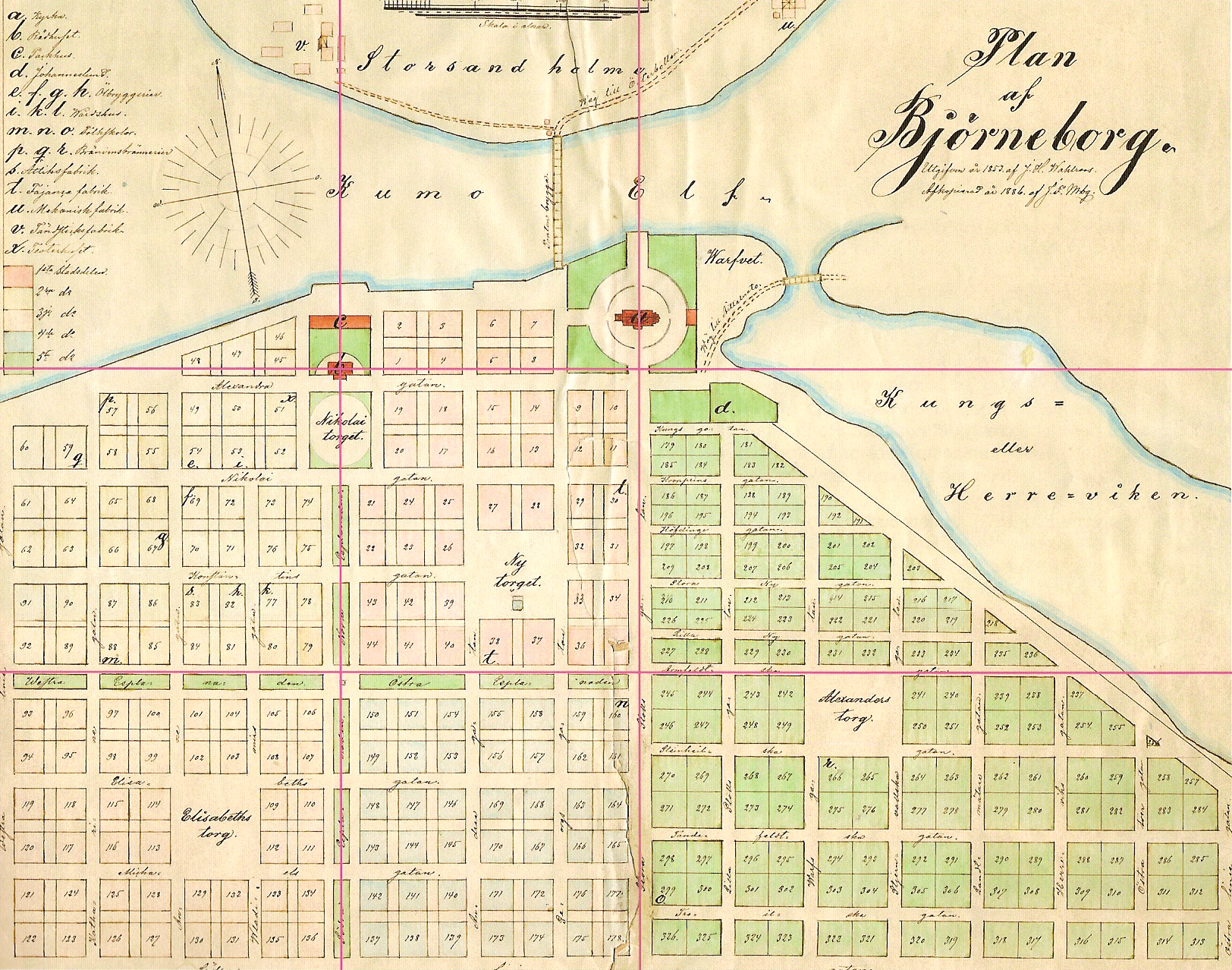
Stadens nuvarande stadsplan är gjord av Georg Theodor Chiewitz.

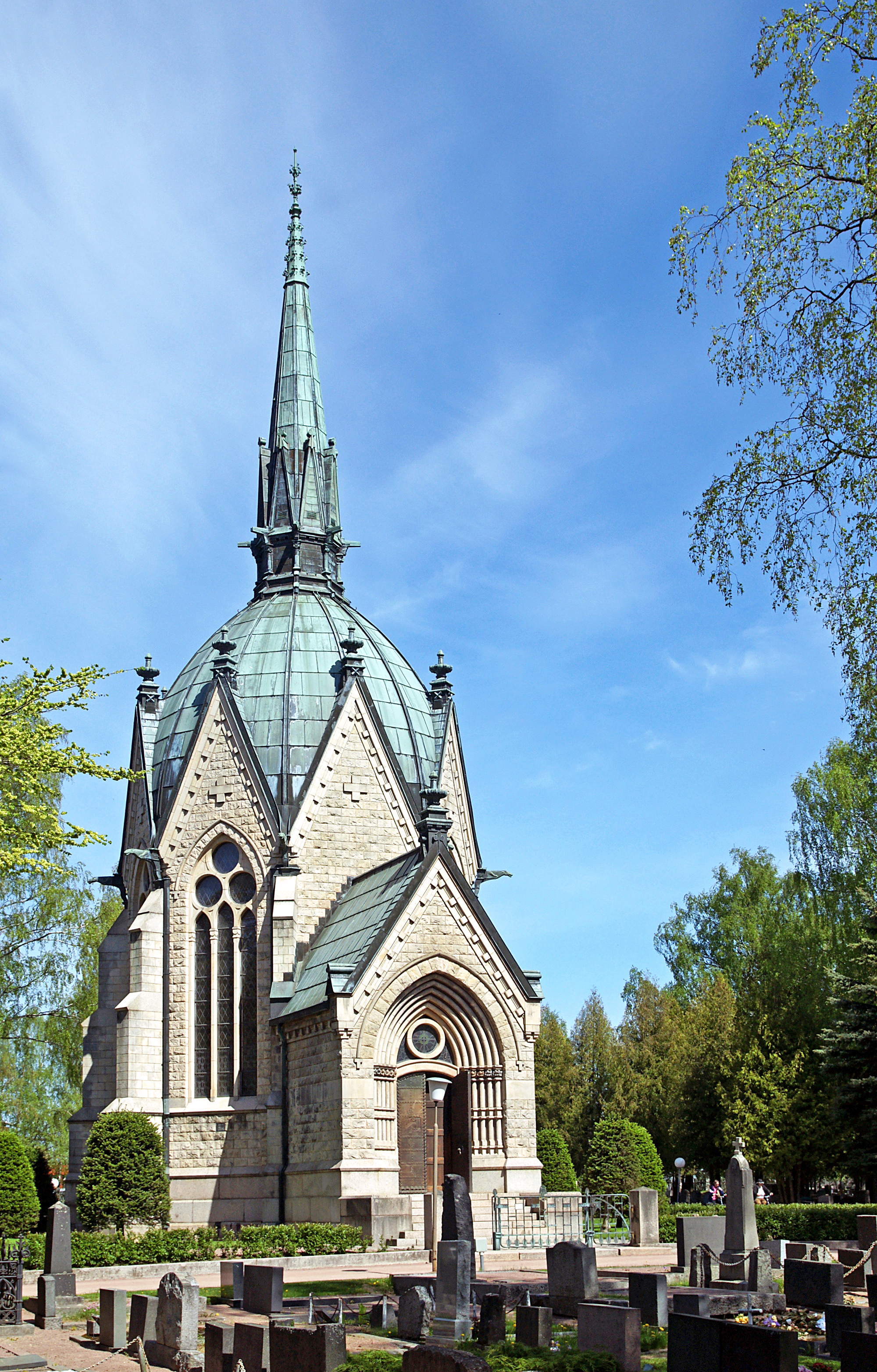
Jusélius mausoleum

Den nuvarande stadsplanen härstammar från den sista stora branden 1852. Då planerades staden om och större gator och boulevarder byggdes. Stadsplanen är gjord av Georg Theodor Chiewitz.
Det nutida Björneborg är en blandning av gamla trähus, historiska stenhus och moderna höghuskomplex. Under de senaste decennierna har de sistnämnda blivit alltmer vanliga i staden och gamla trähus har röjts undan, vilket har orsakat en politisk dispyt i staden.
Ett karaktäriserande drag i Björneborg är Finlands längsta gågata, som öppnades år 1977 på gatan Yrjönkatu, och har utvidgats sedan dess. Även flera stora parker och parkalléer och Skrivarholmen, ett stort parkområde precis invid centrum, är kännetecknande för Björneborg.
De arkitektoniskt mest betydande byggnaderna i staden är strandkvarteren i nyrenässansstil längs älvstranden och rådhuset från 1841 med ett kännetecknande torn för klockan, som är planerade av Carl Ludvig Engel. I nedre våningen finns en restaurang med finska rätter. Framför byggnaden hölls tidigare marknad men den flyttade till ett torg längre österut. Centrala Björneborgs kyrka, byggd i nygotisk stil, är också ett landmärke i centrum. Björneborgs teater från 1872 är ritad av svensken Johan Erik Stenberg. Här visades för första gången pjäser på finska.

### Idrott
- Ishockey: Ässät
- Fotboll: FC PoPa, FC Jazz, MuSa, NiceFutis
- Bandy: Narukerä
- Boboll: Pesäkarhut
- Innebandy:  FBT Pori, FBT Karhut
- Amerikansk fotboll: Bears

Finlands äldsta idrottsförening, Segelföreningen i Björneborg (BSF), som grundades 1856, är från Björneborg.

### Kända personer från Björneborg
- Ville Aaltonen, bandyspelare
- Antti Ahlström, industriman
- Elin Danielson-Gambogi, konstnär
- Akseli Gallen-Kallela, konstnär
- Eino Grön, tangosångare
- Maire Gullichsen, affärskvinna, mecenat, grundare av Artek
- Anne Holmlund, politiker, minister
- Kari Hotakainen, författare
- Jesse Joensuu, ishockeyspelare
- Aurora Karamzin, föregångare i diakoniarbetet i Finland
- Olli Lindholm, musiker
- Ilkka "Danny" Lipsanen, musiker
- Pertti Neumann, musiker
- Timo Oksanen, bandyspelare
- Lotta Ilona Häyrynen, publicist och skribent
- Selim Palmgren, kompositör
- Wilhelm Rosenlew, industriman
- Christian Ruuttu, ishockeyspelare
- Eetu Salin, finländska arbetarrörelsens pionjärer
- Antti Sumiala, fotbollsspelare
- Juha Valjakkala, brottsling
- Päivi Hacker, affärskvinna och modell
- Erik Haula, ishockeyspelare
- Oliwer Kaski, ishockeyspelare
- Jesperi Kotkaniemi, ishockeyspelare

### Webbkällor
- Björneborgs stads webbplats (finska) (engelska) Läst 24 april 2016.
- Björneborgs stads webbplats. Om staden i korthet på svenska Läst 20 januari 2013.